# 12"ers
12"ers — первый и единственный альбом-сборник ремиксов композиций Фила Коллинза – британского певца и композитора. Выпущен в октябре 1987 года.
Альбом 12"ers содержит расширенные ремиксы шести композиций с альбома  No Jacket Required, выпущенного в 1985 году.
Ремикс композиции «One More Night» создан Хью Пэдхамом (Hugh Padgham). Остальные пять ремиксов созданы Джоном 'Tokes' Потокером (John 'Tokes' Potoker).
Первоначально, каждый ремикс, включённый в состав данного альбома 12"ers, был выпущен на различных  синглах, выпускавшихся в формате 12-дюймовых LP дисков. Видимо, это обстоятельство и послужило принятию авторами диска окончательного решения – назвать данный альбом 12"ers, что является сокращённым написанием словосочетания «twelveinchers», и переводится с английского как «двенадцатидюймовые».

## Список композиций
| №  | Название                   | Автор(ы)                             | Длительность |
| -- | -------------------------- | ------------------------------------ | ------------ |
| 1. | «Take Me Home»             | Джон 'Tokes' Потокер (автор ремикса) | 8:07         |
| 2. | «Sussudio»                 | Джон 'Tokes' Потокер (автор ремикса) | 6:35         |
| 3. | «Who Said I Would»         | Джон 'Tokes' Потокер (автор ремикса) | 5:51         |
| 4. | «Only You Know and I Know» | Джон 'Tokes' Потокер (автор ремикса) | 6:56         |
| 5. | «Don't Lose My Number»     | Джон 'Tokes' Потокер (автор ремикса) | 6:36         |
| 6. | «One More Night»           | Хью Пэдгхем (автор ремикса)          | 6:21         |

### Персонал, участвовавший в записи
- Фил Коллинз: вокал, ударные, клавишные;
- Дерил Стюрмье (Daryl Sturmer): гитары;
- Джон Потокер (John Potoker): ударные, бэк-вокал.